# Ase de Buridan

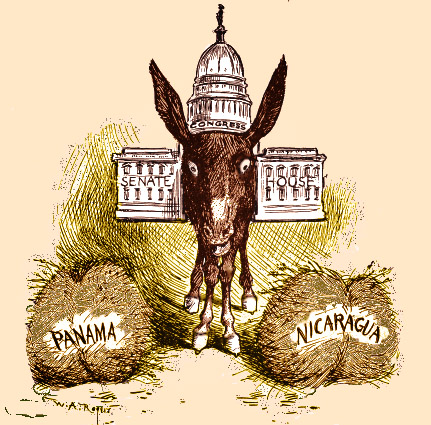
Caricatura política c. 1900 mostrant el Congrés dels Estats Units com si fos l'ase de Buridan, que dubta entre la ruta per Panamà o la ruta per Nicaragua per connectar l'Atlàntic amb el Pacífic

L'Ase de Buridan és el nom que rep un argument -o experiment mental- de reducció a l'absurd proposat contra les tesis de Jean Buridan (c. 1300-1358), un teòleg escolàstic deixeble de Guillem d'Ockham i defensor del lliure albir i de la ponderació de tota decisió per mitjà de la raó.
A fi de satiritzar la seva posició, alguns crítics proposaren el cas d'un ase a punt de morir tant de set com de gana, i que és situat just al centre entre una pila de blat i un gran cossi d'aigua. L'experiment afirma que l'animal mor de les dues mancances perquè és incapaç de triar un dels dos camins (el seu instint el porta alhora a tots dos i estan a la mateixa distància). Aquest experiment pretenia il·lustrar de manera extrema que entre dues alternatives igualment vàlides; no es pot optar per cap d'aquestes racionalment i sempre es perd un temps excessiu en la tria; una característica inherent a l'ésser humà, ja que aquest actua triant entre dos valors més o menys preferibles i, si són iguals, no podrà optar per cap d'aquests ni racionalment ni amb les emocions i, en conseqüència, tendirà a la paràlisi. Sembla que aquest experiment mental va ser inspirat per les lectures sobre la voluntat en Aristòtil. La conclusió de l'experiment és que el lliure albir se sustenta sobre una jerarquia de metes i valors i que, en absència d'aquesta, només es pot actuar per atzar.